# Fadingerplatz (Linz)
Der Fadingerplatz ist ein zentraler öffentlicher Platz im Stadtteil Ebelsberg der oberösterreichischen Landeshauptstadt Linz, der nach Stefan Fadinger, dem Oberhauptmann der aufständischen Bauern im oberösterreichischen Bauernkrieg, benannt ist. Es ist der ehemalige Marktplatz der bis 1938 selbständigen Marktgemeinde Ebelsberg bei Linz.

## Lage
Der Platz ist begrenzt von der Wiener Straße, der Badergasse, dem Panholzerweg und dem Ebelsberger Schlossberg. Der Platz ist das historische Zentrum von Ebelsberg mit der Pfarrkirche Ebelsberg, dem ehemaligen Gemeindeamtsgebäude, Fadingerhaus, alten Bürgerhäusern und Franzosendenkmal.